# Ludwig-Ferdinand-Brücke
Die Ludwig-Ferdinand-Brücke, benannt nach Ludwig Ferdinand Prinz von Bayern, ist eine Eisen- und Stahlbeton-Bogenbrücke über den Nymphenburger Schlosskanal in München.

## Lage
Die Ludwig-Ferdinand-Brücke verbindet die Notburgastraße mit der Menzinger Straße. Ihr Scheitelpunkt bietet einen direkten Blick auf das Schloss Nymphenburg.

## Geschichte
Ursprünglich waren für den Schlosskanal zwischen den Auffahrtsalleen zum Schloss Nymphenburg weit vor den Toren Münchens keine Brücken vorgesehen. Später wurde ein Fußgängersteg angelegt. Das Wachstum der Stadt ließ Bebauung und Straßennetz immer weiter in Richtung Schloss vorrücken. Das Königliche Hofbauamt gab schließlich eine Brücke in Auftrag mit der Maßgabe, den ästhetischen Anforderungen der nächsten Umgebung des Königlichen Schlosses und den beiderseitigen Alleestraßen in jeder Weise zu entsprechen. 1892 wurde sie nach Plänen des Architekten Friedrich von Thiersch als einbogige Straßenbrücke mit einer Spannweite von 17,30 m und einer Pfeilhöhe von 1,88 m gebaut. Die in Monier-Bauweise ausgeführte Brücke war der erste Eisenbetonbogen Münchens. 1914 wurde die Brücke auf der dem Schloss zugewandten Seite um 8,80 m verbreitert, um Trambahngleise aufzunehmen. Dabei wurden die Brüstungen, Pylone, Flügelmauern und die Bogenstirnverkleidung abgenommen und anschließend wieder vor den neuen Brückenbogen gesetzt. 1956 wurde die Brücke wesentlich verändert und erneut verbreitert auf 33 m, 1992 wurde sie saniert.

## Verkehr
Die Ludwig-Ferdinand-Brücke ist eine wichtige Straßenbrücke Münchens. Die vierspurige Brücke mit zweigleisiger Trambahn-Trasse zwischen den Fahrbahnen, Abbiegespuren in beiden Richtungen sowie Fahrrad- und Gehwegen auf beiden Seiten leitet den aus dem Zentrum über die Arnulfstraße und den Romanplatz kommenden Verkehr über die Menzinger Straße und die Verdistraße zur Autobahn A 8 nach Augsburg.